# Canton de Cologne
Le canton de Cologne est une ancienne division administrative française située dans le département du Gers et la région Midi-Pyrénées.

## Géographie
Ce canton était organisé autour de Cologne dans l'arrondissement d'Auch. Son altitude variait de 120 m (Saint-Georges) à 240 m (Encausse) pour une altitude moyenne de 193 m.

## Composition
Le canton de Cologne regroupait treize communes et comptait 3 768 habitants (population municipale) au 1er janvier 2012.
| Communes               | Population (2012) | Code postal | Code Insee |
| ---------------------- | ----------------- | ----------- | ---------- |
| Ardizas                | 122               | 32430       | 32007      |
| Catonvielle            | 62                | 32200       | 32092      |
| Cologne                | 510               | 32430       | 32106      |
| Encausse               | 271               | 32430       | 32120      |
| Monbrun                | 214               | 32600       | 32262      |
| Roquelaure-Saint-Aubin | 60                | 32430       | 32349      |
| Sainte-Anne            | 57                | 32430       | 32357      |
| Saint-Cricq            | 122               | 32430       | 32372      |
| Saint-Georges          | 154               | 32430       | 32377      |
| Saint-Germier          | 115               | 32200       | 32379      |
| Sirac                  | 101               | 32430       | 32435      |
| Thoux                  | 163               | 32430       | 32444      |
| Touget                 | 320               | 32430       | 32448      |

## Représentation

### Conseillers généraux de 1833 à 2015
| Période                                  | Période                   | Identité                                                                 | Étiquette                 | Qualité |
| ---------------------------------------- | ------------------------- | ------------------------------------------------------------------------ | ------------------------- | --- |
| 1833                                     | 1852                      | Joseph Louis de Puymirol (1789-1864)                                     |                           | Ancien officier (chef de bataillon d'artillerie) Propriétaire à Sirac Président du Conseil Général                                                                               |
| 1852                                     | 1867                      | Joseph Benoit de Calmels-Puntis (1796-1870)                              | Droite                    | Conseiller à la Cour Impériale d'Agen Propriétaire à Saint-Germier |
| 1867                                     | 1871                      | Marquis Gaston de Pins-Monbrun (1839-1882)                               |                           | Maire de Monbrun |
| 1871                                     | 1877                      | Etienne de Calmels-Puntis (1830-1908) (fils de Joseph de Calmels-Puntis) | Droite-Républicain rallié | Procureur Impérial à Agen Propriétaire à Saint-Germier |
| 1877                                     | 1883                      | Achille Dieuzaïde (1835-1898)                                            | Républicain               | Médecin à Lectoure |
| 1883                                     | 1889                      | Edouard Décepts                                                          | Bonapartiste              | Maire de Thoux |
| 1889                                     | 1890 (annulation)         | Achille Dieuzaïde                                                        | Républicain               | Médecin à Lectoure |
| 1890                                     | 1893                      | Edouard Décepts                                                          | Bonapartiste              | Maire de Thoux |
| 1893                                     | 1895                      | Achille Dieuzaïde                                                        | Républicain               | Médecin à Lectoure |
| 1895                                     | 1913                      | Marquis Henri de Pins (fils de G.de Pins)                                | Droite                    | Maire de Monbrun Député (1902-1910) |
| 1913                                     | 1920 (décès)              | Frédéric Catalan                                                         | PRRRS                     | Limonadier à Solomiac |
| 1920                                     | 1941 (démission d'office) | Camille Catalan (fils du précédent)                                      | PRRRS                     | Inspecteur des impôts Député (1928-1940) Révoqué par le Gouvernement de Vichy |
|                                          |                           |                                                                          |                           | |
| 1945                                     | 1967                      | Charles Moulié                                                           | Rad.ind.                  | Comptable Maire de Cologne (1953-1971) |
| 1967                                     | 1973                      | M. Dieuzaïde                                                             | DVD                       | |
| 1973                                     | 2004                      | Max Laborie (1934-2011)                                                  | DVD puis UDF-Radical      | Directeur de coopérative agricole Maire de Cologne (1971-2011) Conseiller régional (1998-2001)                                                                                   |
| 2004                                     | 2015                      | Philippe Dupouy                                                          | PS                        | Employé de banque Maire de Touget (2001-2022) Vice-Président du Conseil Général Suppléant de la députée Gisèle Biémouret (2012-2022) Elu en 2015 dans le canton de Gimone-Arrats |
| Les données manquantes sont à compléter. |                           |                                                                          |                           | |

### Conseillers d'arrondissement (de 1833 à 1940)
Le canton de Cologne avait deux conseillers d'arrondissement.
Il appartenait à l'arrondissement de Lombez jusqu'à sa disparition en 1926.
| Période                                  | Période          | Identité                         | Étiquette        | Qualité |
| ---------------------------------------- | ---------------- | -------------------------------- | ---------------- | --- |
| 1833                                     | 1842             | Étienne (de) Puyminet            |                  | Marchand, maire de Cologne                                                                                  |
| 1833                                     | 1842             | Auguste Macary (1790-1863)       |                  | Maire de Saint-Cricq                                                                                        |
| 1842                                     | 1848             | Jean Bernard Délibes (1776-1864) |                  | Épicier, juge de paix à Cologne                                                                             |
| 1842                                     | 1848             | François Justin Saint-Paul       |                  | Notaire à Cologne                                                                                           |
|                                          |                  |                                  |                  | |
|                                          | 1894 (démission) | M. Dardenne                      |                  | Suppléant du juge de paix (révoqué)                                                                         |
|                                          |                  |                                  |                  | |
| 1922                                     |                  | M. Caubet                        | Bloc des Gauches | |
| 1922                                     |                  | M. Oulé                          | Bloc des Gauches | |
| 1940                                     |                  |                                  |                  | Les conseils d'arrondissement ont été suspendus par la loi du 12 octobre 1940 et n'ont jamais été réactivés |
| Les données manquantes sont à compléter. |                  |                                  |                  | |

## Démographie
| 1962  | 1968  | 1975  | 1982  | 1990  | 1999  | 2006  | 2011  | 2012  |
| ----- | ----- | ----- | ----- | ----- | ----- | ----- | ----- | ----- |
| 2 599 | 2 228 | 2 141 | 2 152 | 2 211 | 2 271 | 3 159 | 3 694 | 3 768 |